# Гашдеу Богдан Петричейку
Богда́н Петриче́йку Гашде́у (рум. Bogdan Petriceicu Hasdeu, * 16 (28) лютого 1836, с. Керстенці Хотинського повіту Бессарабської губернії (тепер Хотинського району Чернівецької області, Україна) — † 25 серпня (7 вересня) 1907, Кимпіна, Румунія) — румунський і молдовський письменник, мовознавець і фольклорист.
Академік Румунської (з 1877 року) та член-кореспондент Петербурзької (з 1883 року) академії наук.

## Життєпис
Богдан Петричейку Гашдеу народився 16 (28) лютого 1836 в селі Керстенці/Крістінешті (тепер Хотинського району Чернівецької області, Україна) в родині молдовського письменника, фольклориста й історика Александру Хиждеу.
Навчався в гімназіях Вінниці, Рівного, з 1851 року в Кишинеу.
У 1855—1856 роках навчався у Харківському університеті.
1857 року приїхав до Ясс. 1858 року його призначили суддею в Кагульському суді (трибуналі). Згодом повернувся до Ясс, де опублікував свої перші літературні роботи з історичної тематики.
1863 Гашдеу переїхав до Бухареста. Саме тут він написав основні історичні, філологічні й літературні роботи. З 1874 року — професор Бухарестського університету, де викладав порівняльне мовознавство. Від 1876 року Гашдеу працював директором Державного архіву.
Гашдеу видавав і редагував понад десяток науково-популярних, літературних і громадсько-політичних газет і часописів, зокрема «Траянова колона» (рум. Columna lui Traian; 1870—77, 1882—83 рр.).
Дочка: Гашдеу Юлія Богданівна (1869—1888) — поетеса.

## Творчість

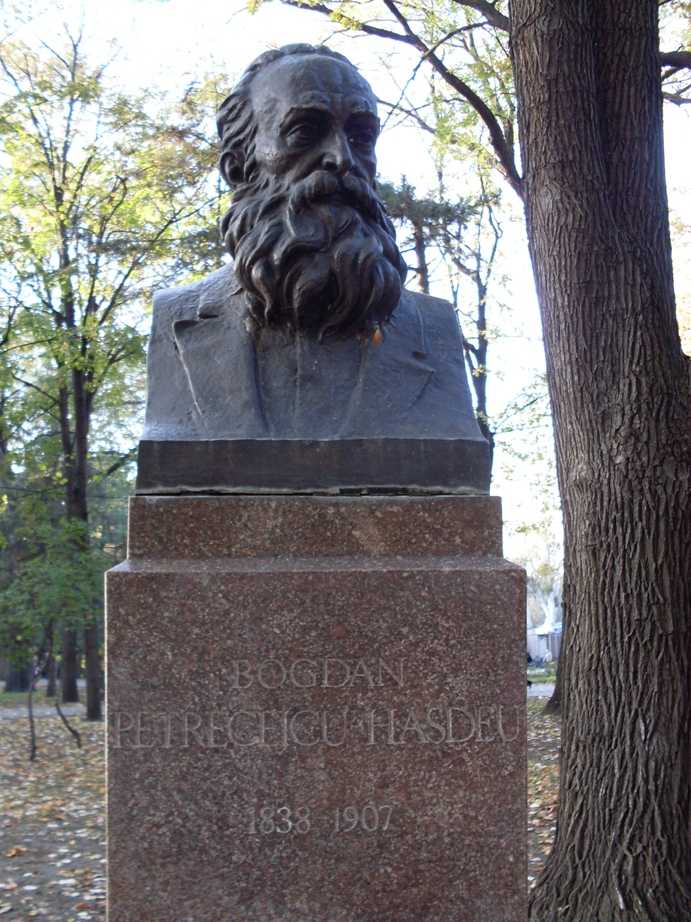
Пам'ятник Гашдеу у Кишиневі

Гашдеу можна вважати засновником румунської фольклористики. Він був не лише справжнім теоретиком, але й авторитетним наставником у збиранні фольклору. Уже тоді він застосовував новітні методи дослідження фольклору: монографічний та порівняльний, вважаючи, що фольклористика — це наука, яка має тісний зв'язок зі спорідненими гуманітарними дисциплінами: літературою, соціологією, історією релігій, правом, історією та лінгвістикою. Гашдеу розумів під фольклором цілісну народну культуру, зі всіма її формами прояву.
Він уперше в Румунії розробив класифікацію родів і видів народної літератури. Гашдеу є автором численних студій про історичне коріння видів фольклору (найбільш розробленими були праці, присвячені казкам.
Серед здобутків Гашдеу — складання національного фольклорного архіву на основі запитальників, які він особисто розробив і розповсюдив серед сільської інтелігенції.
Писати Гашдеу розпочав російською, в подальшому найвідоміші твори і монографії написані румунською мовою. Володів російською, польською, французькою, італійською, грецькою мовами.

### Основні твори
Увійшов в національну культуру завдяки трьом своїм книгам: «Історичний архів Румунії», монографії «Іон-Воде Лютий» (1865), «Критична історія румунів» (1873—1875).
Інші твори Богдана Петричейку Гашдеу:
- драма «Резван і Відра» (1869)
- дослідження «Слов'янська мова у румунів до 1400 року» (1869)
- збірка віршів «Поезія» (1873)
- дослідження «Русинська народна поезія і історія румунів» (1876)
- історична проза «Слова предків» (тт.1—3, 1878—81)
- монографія «Основи мовознавства» (1881)
- словник «Великий етимологічний словник румунської мови» (тт.1—4, 1887—98)

### Українська тематика в творах Гашдеу
Гашдеу часто використовував український матеріал в історичних, фольклористичних працях, у художніх творах тощо.
Монографія Б. П. Гашдеу «Іон-Воде Лютий» (1865) розповідає про допомогу українських козаків молдовському народові в боротьбі проти турецьких загарбників.

### Видання творів
- Опере алесе, в. 1—2, Кишинэу, 1967 (рум.) (молдовська)
- Принчипий де лингвистикэ, Кишинэу, 1974 (рум.) (молдовська)
- Вибране, Кишинів, 1957 (рос.)
- Памфлети, Кишинів, 1958 (рос.)
- Ялина: (Вірші: Для дошк. віку) / Богдан Петричейку Гашдеу 16 с. 17 * 22 см Кишинів Hyperion 1991 (рос.)
- Вибране: В 2 т. / Богдан Петричейку Гашдеу; [Под ред. Н. Романенко, Л. Чобану], 421,[2] с., [6] л. ил., 20 см, Кишинев Лит. артистикэ 1988
- Магія слів: Витяги з великого вікі. словника: [Для серед. і ст. шк. віку] / Б. Петричейку-Гашдеу; [Послесл. Н. Романенко], 219, [2] с. 20 см, Chisinau: Editura Hyperion 1990.(рос.)